# 馬斉
馬 斉（ば せい、生没年不詳）は、中国後漢末期から三国時代の政治家。字は承伯。益州巴西郡閬中県の人。

## 概要
張飛の功曹であった。張飛によって劉備に推薦され、尚書郎となった。
建興年間（223年 - 237年）、従事丞相掾に任じられ、その後は広漢太守に昇進した。再び参軍に任命され、諸葛亮死後は尚書に任じられている。これ以降の事績は記載されていないが、延熙4年（241年）以前に死去している。
陳寿は「馬斉と馬勲は共に自分の能力で出世したが、故郷の民衆からの信頼に関しては姚伷に及ばなかった」と述べている。楊戯の『季漢輔臣賛』では、馬斉・馬勲は「胸中を開いて時勢について語り合い、心映え良く、蜀漢の誉れとなる人物であった」と述べられている。